# Dragão Arena
Le Dragão Arena est une salle multisports, propriété du FC Porto, où se disputent les matches des sections de Basket-ball, Handball, et de Rink Hockey
Il se situe à Porto, à côté du Estádio do Dragão. Son inauguration a eu lieu le 23 avril 2009.